# Championnat de Russie de football de troisième division 2004
Navigation
Édition précédente Édition suivante
La saison 2004 de Vtoroï Divizion est la treizième édition de la troisième division russe. Elle prend place du 27 mars au 3 novembre 2004.
Quatre-vingts clubs du pays sont divisés en cinq zones géographiques (Centre, Est, Ouest, Oural-Povoljié, Sud) contenant entre dix et dix-neuf équipes chacune, où ils s'affrontent deux à trois fois, à domicile et à l'extérieur. En fin de saison, le dernier de chaque zone est relégué en quatrième division, tandis que le vainqueur de chaque zone est directement promu en deuxième division.

## Compétition

### Règlement
Le classement est établi sur le barème de points suivant : trois points pour une victoire, un pour un match nul et aucun pour une défaite. Pour départager les équipes à égalité de points, les critères suivants sont utilisés :
1. Nombre de matchs gagnés
2. Confrontations directes (points, matchs gagnés, différence de buts, buts marqués, buts marqués à l'extérieur)
3. Différence de buts générale
4. Buts marqués (général)
5. Buts marqués à l'extérieur (général)

### Zone Centre

#### Participants
Légende des couleurs
- Relégué de deuxième division
- Promu de quatrième division

| Club                       | D3 depuis | Classement 2003     |
| -------------------------- | --------- | ------------------- |
| Fakel Voronej              | 2004      | 18 (D2)             |
| Saliout-Energia Belgorod   | 2001      | 3                   |
| Riazan-Agrokomplekt        | 2000      | 4                   |
| Don Novomoskovsk           | 1996      | 5                   |
| Titan Moscou               | 1998      | 6                   |
| Spartak Tambov             | 1997      | 7                   |
| Vitiaz Podolsk             | 2001      | 8                   |
| Spartak Loukhovitsy        | 1998      | 9                   |
| FK Ielets                  | 2000      | 10                  |
| Zénith Penza               | 2002      | 11                  |
| Saturn Iegorievsk          | 1998      | 12                  |
| Avangard Koursk            | 1996      | 13                  |
| Lokomotiv Kalouga          | 1998      | 14                  |
| Iskra Engels               | 1998      | 17                  |
| Biokhimik-Mordovia Saransk | 1998      | 18                  |
| Lobnia-Alla                | 2004      | 1 (D4, Podmoskovié) |
| FK Obninsk                 | 2004      | 2 (D4, Anneau d'or) |

#### Classement
| Rang | Équipe                     | Pts | J  | G  | N  | P  | Bp | Bc | Diff |
| ---- | -------------------------- | --- | -- | -- | -- | -- | -- | -- | ---- |
| 1    | Fakel Voronej R            | 77  | 32 | 25 | 2  | 5  | 57 | 22 | +35  |
| 2    | Avangard Koursk            | 68  | 32 | 21 | 5  | 6  | 60 | 23 | +37  |
| 3    | Vitiaz Podolsk             | 66  | 32 | 20 | 6  | 6  | 60 | 31 | +29  |
| 4    | Lobnia-Alla P              | 56  | 32 | 16 | 8  | 8  | 54 | 36 | +18  |
| 5    | Saliout-Energia Belgorod   | 54  | 32 | 16 | 6  | 10 | 48 | 36 | +12  |
| 6    | Riazan-Agrokomplekt        | 43  | 32 | 12 | 7  | 13 | 42 | 33 | +9   |
| 7    | Biokhimik-Mordovia Saransk | 43  | 32 | 12 | 7  | 13 | 34 | 38 | -4   |
| 8    | Spartak Tambov             | 41  | 32 | 11 | 8  | 13 | 47 | 54 | -7   |
| 9    | FK Ielets                  | 41  | 32 | 11 | 8  | 13 | 35 | 39 | -4   |
| 10   | Spartak Loukhovitsy        | 40  | 32 | 11 | 7  | 14 | 31 | 39 | -8   |
| 11   | Iskra Engels               | 40  | 32 | 11 | 7  | 14 | 40 | 54 | -14  |
| 12   | Zénith Penza               | 38  | 32 | 12 | 2  | 18 | 36 | 48 | -12  |
| 13   | FK Obninsk P               | 35  | 32 | 9  | 8  | 15 | 34 | 42 | -8   |
| 14   | Saturn Iegorievsk          | 33  | 32 | 8  | 9  | 15 | 30 | 48 | -18  |
| 15   | Titan Moscou               | 33  | 32 | 8  | 9  | 15 | 27 | 48 | -21  |
| 16   | Don Novomoskovsk           | 31  | 32 | 7  | 10 | 15 | 25 | 45 | -20  |
| 17   | Lokomotiv Kalouga          | 20  | 32 | 5  | 5  | 22 | 21 | 45 | -24  |

Promotion en deuxième division
- 1er et 2e : promotion

Relégation en quatrième division
- 7e et 13e : rétrogradation

Abréviations
- R : Relégué de deuxième division
- P : Promu de quatrième division

1. ↑  L'Avangard Koursk est promu en deuxième division pour remplacer l'Arsenal Toula.
2. ↑  Le Biokhimik-Mordovia Saransk fusionne avec le Lisma-Mordovia Saransk à l'issue de la saison.
3. ↑  Le FK Obninsk se retire de la compétition à l'issue de la saison.

### Zone Est

#### Participants
| Club                          | D3 depuis | Classement 2003 |
| ----------------------------- | --------- | --------------- |
| Dinamo Barnaoul               | 1994      | 2               |
| Irtych Omsk                   | 1999      | 3               |
| Zvezda Irkoutsk               | 1997      | 4               |
| Smena Komsomolsk-sur-l'Amour  | 2002      | 5               |
| Tchkalovets-1936 Novossibirsk | 2001      | 6               |
| Sibiriak Bratsk               | 1998      | 7               |
| Okean Nakhodka                | 1997      | 8               |
| Amour Blagovechtchensk        | 1993      | 9               |
| Metallourg Krasnoïarsk        | 2003      | 11              |
| Chakhtior Prokopievsk         | 2001      | 12              |

#### Classement
| Rang | Équipe                        | Pts  | J  | G  | N | P  | Bp | Bc | Diff |
| ---- | ----------------------------- | ---- | -- | -- | - | -- | -- | -- | ---- |
| 1    | Tchkalovets-1936 Novossibirsk | 62   | 27 | 19 | 5 | 3  | 53 | 19 | +34  |
| 2    | Amour Blagovechtchensk        | 51   | 27 | 15 | 6 | 6  | 36 | 17 | +19  |
| 3    | Dinamo Barnaoul               | 47   | 27 | 14 | 5 | 8  | 48 | 30 | +18  |
| 4    | Metallourg Krasnoïarsk        | 47   | 27 | 14 | 5 | 8  | 44 | 34 | +10  |
| 5    | Zvezda Irkoutsk               | 46   | 27 | 14 | 4 | 9  | 36 | 26 | +10  |
| 6    | Smena Komsomolsk-sur-l'Amour  | 44   | 27 | 13 | 5 | 9  | 40 | 28 | +12  |
| 7    | Okean Nakhodka                | 29   | 27 | 7  | 8 | 12 | 23 | 34 | -11  |
| 8    | Irtych Omsk                   | 26   | 27 | 6  | 8 | 13 | 23 | 35 | -12  |
| 9    | Sibiriak Bratsk               | 21   | 27 | 4  | 9 | 14 | 25 | 41 | -16  |
| 10   | Chakhtior Prokopievsk         | -3-6 | 27 | 0  | 3 | 24 | 11 | 75 | -64  |

Promotion en deuxième division
- 1er et 2e : promotion

Abréviations
- -6 : Points de pénalité

1. ↑  L'Amour Blagovechtchensk est promu en deuxième division pour remplacer le Tchernomorets Novorossiisk.
2. ↑  Le Chakhtior Prokopievsk se voit retirer six points pour le non-paiement du salaire d'un joueur.

### Zone Ouest

#### Participants
Légende des couleurs
- Promu de quatrième division

| Club                                 | D3 depuis | Classement 2003     |
| ------------------------------------ | --------- | ------------------- |
| Dinamo Vologda                       | 1994      | 2                   |
| Petrotrest Saint-Pétersbourg         | 2003      | 3                   |
| Volotchanine-Ratmir Vychni Volotchek | 1998      | 4                   |
| FK Reoutov                           | 2003      | 5                   |
| FK Vidnoïe                           | 2003      | 6                   |
| Zénith-2 Saint-Pétersbourg           | 1998      | 8                   |
| Spartak Kostroma                     | 1998      | 10                  |
| Torpedo Vladimir                     | 2001      | 11                  |
| BSK Spirovo                          | 2002      | 12                  |
| Tekstilchtchik-Telekom Ivanovo       | 2003      | 14                  |
| Severstal Tcherepovets               | 2000      | 16                  |
| Spartak Chtchiolkovo                 | 1995      | 17                  |
| Sportakademklub Moscou               | 1998      | 18                  |
| Pskov-2000                           | 2000      | 14                  |
| Almaz Moscou                         | 2004      | 1 (D4, Moscou)      |
| Baltika-Tarko Kaliningrad            | 2004      | 1 (D4, Nord-Ouest)  |
| Volga Tver                           | 2004      | 2 (D4, Anneau d'or) |

#### Classement
| Rang | Équipe                               | Pts   | J  | G  | N  | P  | Bp | Bc | Diff |
| ---- | ------------------------------------ | ----- | -- | -- | -- | -- | -- | -- | ---- |
| 1    | Torpedo Vladimir                     | 64    | 32 | 18 | 10 | 4  | 59 | 22 | +37  |
| 2    | Petrotrest Saint-Pétersbourg         | 63    | 32 | 19 | 6  | 7  | 52 | 26 | +26  |
| 3    | Volga Tver P                         | 59    | 32 | 17 | 8  | 7  | 42 | 28 | +14  |
| 4    | Tekstilchtchik-Telekom Ivanovo       | 57    | 32 | 16 | 9  | 7  | 34 | 23 | +11  |
| 5    | FK Reoutov                           | 54    | 32 | 16 | 6  | 10 | 52 | 32 | +20  |
| 6    | Volotchanine-Ratmir Vychni Volotchek | 53    | 32 | 14 | 11 | 7  | 41 | 22 | +19  |
| 7    | Serverstal Tcherepovets              | 51    | 32 | 14 | 9  | 9  | 52 | 40 | +12  |
| 8    | Dinamo Vologda                       | 50    | 32 | 15 | 5  | 12 | 61 | 45 | +16  |
| 9    | Spartak Chtchiolkovo                 | 49    | 32 | 14 | 7  | 11 | 33 | 28 | +5   |
| 10   | BSK Spirovo                          | 38    | 32 | 9  | 11 | 12 | 27 | 35 | -8   |
| 11   | Sportakademklub Moscou               | 37    | 32 | 10 | 7  | 15 | 39 | 62 | -23  |
| 12   | Spartak Kostroma                     | 34    | 32 | 7  | 13 | 12 | 35 | 41 | -6   |
| 13   | FK Vidnoïe                           | 33-12 | 32 | 14 | 3  | 15 | 50 | 61 | -11  |
| 14   | Pskov-2000                           | 32    | 32 | 9  | 5  | 18 | 33 | 41 | -8   |
| 15   | Baltika-Tarko Kaliningrad P          | 28    | 32 | 7  | 7  | 18 | 40 | 60 | -20  |
| 16   | Zénith-2 Saint-Pétersbourg           | 26    | 32 | 7  | 5  | 20 | 29 | 46 | -17  |
| 17   | Almaz Moscou P                       | 12    | 32 | 2  | 6  | 24 | 26 | 93 | -67  |

Promotion en deuxième division
- 2e : promotion

Relégation en quatrième division
- 10e et 15e : rétrogradation

- 13e et 17e : abandon

Abréviations
- P : Promu de quatrième division
- R : Relégué de deuxième division
- -12 : Points de pénalité

1. ↑  Le Torpedo Vladimir refuse d'être promu à l'issue de la saison pour des raisons financières. Le Petrotrest Saint-Pétersbourg est promu à sa place.
2. ↑  Le FK Vidnoïe se voit retirer douze pour le non-paiement des salaires de deux joueurs. Par ailleurs le club se retire de la compétition à l'issue de la vingtième journée ; l'intégralité de ses matchs restants sont donc comptés comme des défaites sur tapis vert sur le score de 3-0 en faveur de l'adversaire.
3. ↑  Le Baltika-Tarko Kaliningrad est dissous à l'issue de la saison.
4. ↑  L'Almaz Moscou se retire de la compétition à l'issue de la dix-huitième journée. L'intégralité de ses matchs restants sont comptés comme des défaites sur tapis vert sur le score de 3-0 en faveur de l'adversaire.

### Zone Oural-Povoljié

#### Participants
Légende des couleurs
- Relégué de deuxième division
- Promu de quatrième division

| Club                       | D3 depuis | Classement 2003 |
| -------------------------- | --------- | --------------- |
| Oural Iekaterinbourg       | 2004      | 19 (D2)         |
| Lada Togliatti             | 2004      | 22 (D2)         |
| Loukoïl Tcheliabinsk       | 2002      | 2               |
| Sodovik Sterlitamak        | 1997      | 3               |
| Volga Oulianovsk           | 1997      | 4               |
| Nosta Novotroïtsk          | 2001      | 5               |
| Energetik Ouren            | 1998      | 6               |
| Gazovik Orenbourg          | 1998      | 7               |
| Zénith Tcheliabinsk        | 1998      | 8               |
| Neftianik Oufa             | 2002      | 9               |
| Alnas Almetievsk           | 2001      | 10              |
| Lokomotiv Nijni Novgorod   | 2003      | 11              |
| Lada-SOK Dimitrovgrad      | 2000      | 12              |
| Ouralets Nijni Taguil      | 1998      | 13              |
| Elektronika Nijni Novgorod | 2001      | 14              |
| Tobol Kourgan              | 2003      | 15              |
| Dinamo Kirov               | 1999      | 16              |
| FK Ijevsk                  | 1995      | 17              |
| Rubin-2 Kazan              | 2004      | Fondation       |

#### Classement
| Rang | Équipe                     | Pts | J  | G  | N  | P  | Bp | Bc | Diff |
| ---- | -------------------------- | --- | -- | -- | -- | -- | -- | -- | ---- |
| 1    | Oural Iekaterinbourg R     | 87  | 36 | 27 | 6  | 3  | 68 | 18 | +50  |
| 2    | Loukoïl Tcheliabinsk       | 83  | 36 | 27 | 2  | 7  | 69 | 20 | +49  |
| 3    | Nosta Novotroïtsk          | 66  | 36 | 19 | 9  | 8  | 54 | 29 | +25  |
| 4    | Lada Togliatti R           | 66  | 36 | 19 | 9  | 8  | 55 | 20 | +35  |
| 5    | Energetik Ouren            | 61  | 36 | 19 | 4  | 13 | 52 | 33 | +19  |
| 6    | Neftianik Oufa             | 60  | 36 | 17 | 9  | 10 | 56 | 43 | +13  |
| 7    | Alnas Almetievsk           | 59  | 36 | 16 | 11 | 9  | 43 | 28 | +15  |
| 8    | Dinamo Kirov               | 57  | 36 | 15 | 12 | 9  | 56 | 32 | +24  |
| 9    | Volga Oulianovsk           | 54  | 36 | 14 | 12 | 10 | 50 | 40 | +10  |
| 10   | Rubin-2 Kazan P            | 52  | 36 | 15 | 7  | 14 | 47 | 43 | +4   |
| 11   | Gazovik Orenbourg          | 46  | 36 | 12 | 10 | 14 | 39 | 42 | -3   |
| 12   | Elektronika Nijni Novgorod | 45  | 36 | 12 | 9  | 15 | 41 | 46 | -5   |
| 13   | Zénith Tcheliabinsk        | 44  | 36 | 11 | 11 | 14 | 40 | 50 | -10  |
| 14   | Ouralets Nijni Taguil      | 41  | 36 | 12 | 5  | 19 | 35 | 43 | -8   |
| 15   | Tobol Kourgan              | 36  | 36 | 8  | 12 | 16 | 30 | 50 | -20  |
| 16   | Sodovik Sterlitamak        | 34  | 36 | 11 | 1  | 24 | 43 | 81 | -38  |
| 17   | Lokomotiv Nijni Novgorod   | 34  | 36 | 9  | 7  | 20 | 33 | 54 | -21  |
| 18   | Lada-SOK Dimitrovgrad      | 19  | 36 | 4  | 7  | 25 | 19 | 78 | -59  |
| 19   | FK Ijevsk                  | 10  | 36 | 3  | 1  | 32 | 11 | 91 | -80  |

Promotion en deuxième division
- 1er et 2e : promotion

Relégation en quatrième division
- 9e : rétrogradation

- 19e : abandon

Abréviations
- P : Promu de quatrième division
- R : Relégué de deuxième division

1. ↑  Le Loukoïl Tcheliabinsk est promu en deuxième division pour remplacer le Rotor Volgograd.
2. ↑  Le Volga Oulianovsk se retire de la compétition à l'issue de la saison.
3. ↑  Alors largement premier du groupe, le Sodovik Sterlitamak se voit sanctionner de vingt-trois défaites techniques sur le score de 3-0 en faveur de l'adversaire, correspondant à une perte de 57 points, pour y avoir aligné le joueur géorgien Zviad Jeladze, reconnu coupable d'utilisation d'un faux passeport russe en cours de saison, les joueurs étrangers n'étant pas autorisés à jouer en troisième division. La sanction prenant place à l'issue de la saison voit le club descendre de la première à la seizième place.
4. ↑  Le FK Ijevsk se retire de la compétition à l'issue de la vingtième journée. Ses matchs restants sont comptés comme des défaites sur tapis vert sur le score de 3-0 en faveur de l'adversaire.

### Zone Sud

#### Participants
Légende des couleurs
- Promu de quatrième division

| Club                      | D3 depuis | Classement 2003     |
| ------------------------- | --------- | ------------------- |
| Volgar-Gazprom Astrakhan  | 2004      | 21 (D2)             |
| Olimpia Volgograd         | 2000      | 2                   |
| Krasnodar-2000            | 2001      | 3                   |
| Dinamo Stavropol          | 2000      | 4                   |
| SKA Rostov                | 2003      | 5                   |
| Avtodor Vladikavkaz       | 1995      | 6                   |
| Vitiaz Krymsk             | 1999      | 7                   |
| Angoucht Nazran           | 1996      | 8                   |
| Machouk-KMV Piatigorsk    | 2003      | 10                  |
| Droujba Maïkop            | 1999      | 11                  |
| Jemtchoujina Boudionnovsk | 2002      | 12                  |
| FK Slaviansk              | 1998      | 13                  |
| Tekstilchtchik Kamychine  | 2003      | 15                  |
| Kavkaztransgaz Izobilny   | 2000      | 16                  |
| Soudostroïtel Astrakhan   | 2000      | 17                  |
| Torpedo Voljski           | 1998      | 18 (Oural-Povoljié) |
| Rotor-2 Volgograd         | 2004      | 1 (D4, Tchernozem)  |

#### Classement
| Rang | Équipe                     | Pts | J  | G  | N  | P  | Bp | Bc  | Diff |
| ---- | -------------------------- | --- | -- | -- | -- | -- | -- | --- | ---- |
| 1    | Dinamo Stavropol           | 88  | 32 | 29 | 1  | 2  | 89 | 17  | +72  |
| 2    | Volgar-Gazprom Astrakhan R | 76  | 32 | 24 | 4  | 4  | 77 | 22  | +55  |
| 3    | Machouk-KMV Piatigorsk     | 69  | 32 | 22 | 3  | 7  | 73 | 30  | +43  |
| 4    | Avtodor Vladikavkaz        | 63  | 32 | 19 | 6  | 7  | 53 | 27  | +26  |
| 5    | Olimpia Volgograd          | 55  | 32 | 15 | 10 | 7  | 55 | 29  | +26  |
| 6    | Kavkaztransgaz Izobilny    | 49  | 32 | 14 | 7  | 11 | 47 | 34  | +13  |
| 7    | Torpedo Voljski            | 47  | 32 | 13 | 8  | 11 | 41 | 31  | +10  |
| 8    | Angoucht Nazran            | 46  | 32 | 14 | 4  | 14 | 50 | 49  | +1   |
| 9    | Vitiaz Krymsk              | 46  | 32 | 13 | 7  | 12 | 40 | 38  | +2   |
| 10   | Krasnodar-2000             | 41  | 32 | 12 | 5  | 15 | 49 | 48  | +1   |
| 11   | Tekstilchtchik Kamychine   | 40  | 32 | 10 | 10 | 12 | 36 | 50  | -14  |
| 12   | Droujba Maïkop             | 39  | 32 | 10 | 9  | 13 | 39 | 47  | -8   |
| 13   | SKA Rostov                 | 33  | 32 | 8  | 9  | 15 | 34 | 47  | -13  |
| 14   | Soudostroïtel Astrakhan    | 29  | 32 | 9  | 2  | 21 | 25 | 63  | -38  |
| 15   | Rotor-2 Volgograd P        | 24  | 32 | 6  | 6  | 20 | 42 | 70  | -28  |
| 16   | Jemtchoujina Boudionnovsk  | 14  | 32 | 4  | 2  | 26 | 20 | 100 | -80  |
| 17   | FK Slaviansk               | 10  | 32 | 3  | 1  | 28 | 17 | 85  | -68  |

Promotion en deuxième division
- 2e : promotion

Relégation en quatrième division
- 1er, 6e, 9e et 16e : rétrogradation

- 17e : abandon

Abréviations
- P : Promu de quatrième division
- R : Relégué de deuxième division

1. ↑  Le Dinamo Stavropol est privé de sa licence professionnelle à l'issue de la saison et est rétrogradé en quatrième division.
2. ↑  Le Volgar-Gazprom Astrakhan est promu en deuxième division à la place du Dinamo Stavropol.
3. ↑  Le Kavkaztransgaz Izobilny se retire de la compétition à l'issue de la saison.
4. ↑  Le Vitiaz Krymsk se retire de la compétition à l'issue de la saison.
5. ↑  Le Jemtchoujina Boudionnovsk se retire de la compétition à l'issue de la saison.
6. ↑  Le FK Slaviansk se retire de la compétition à l'issue de la dix-septième journée. Ses matchs restants sont comptés comme des défaites sur tapis vert sur le score de 3-0 en faveur de l'adversaire.

## Coupe PFL
La saison 2004 voit se jouer la deuxième édition de la coupe PFL à la fin de la saison durant le mois de novembre. Celle-ci regroupe les vainqueurs de chaque groupe au sein d'une poule unique et les voit s'affronter chacun une fois sur terrain neutre, au stade Loujniki de Moscou. Le premier au classement à l'issue du tournoi est désigné champion de la troisième division et se voit remettre le trophée de la coupe PFL.
Le Dinamo Stavropol remporte la compétition et est désigné champion de la troisième division.
| Rang | Équipe                        | Pts | J | G | N | P | Bp | Bc | Diff |  | Résultats (▼ dom., ► ext.)    | DIN | TOR | OUR | FAK | TCH |
| ---- | ----------------------------- | --- | - | - | - | - | -- | -- | ---- |  | ----------------------------- | --- | --- | --- | --- | --- |
| 1    | Dinamo Stavropol              | 9   | 4 | 3 | 0 | 1 | 9  | 7  | +2   |  | Dinamo Stavropol              |     | 1-3 | 3-2 |     |     |
| 2    | Torpedo Vladimir              | 8   | 4 | 2 | 2 | 0 | 7  | 3  | +4   |  | Torpedo Vladimir              |     |     |     | 1-1 | 1-1 |
| 3    | Oural Iekaterinbourg          | 4   | 4 | 1 | 1 | 2 | 5  | 7  | -2   |  | Oural Iekaterinbourg          |     | 0-2 |     |     | 0-0 |
| 4    | Fakel Voronej                 | 5   | 4 | 1 | 1 | 2 | 6  | 8  | -2   |  | Fakel Voronej                 | 1-3 |     | 2-3 |     |     |
| 5    | Tchkalovets-1936 Novossibirsk | 2   | 4 | 0 | 2 | 2 | 3  | 5  | -2   |  | Tchkalovets-1936 Novossibirsk | 1-2 |     |     | 1-2 |     |